# 페스타 온 아이스

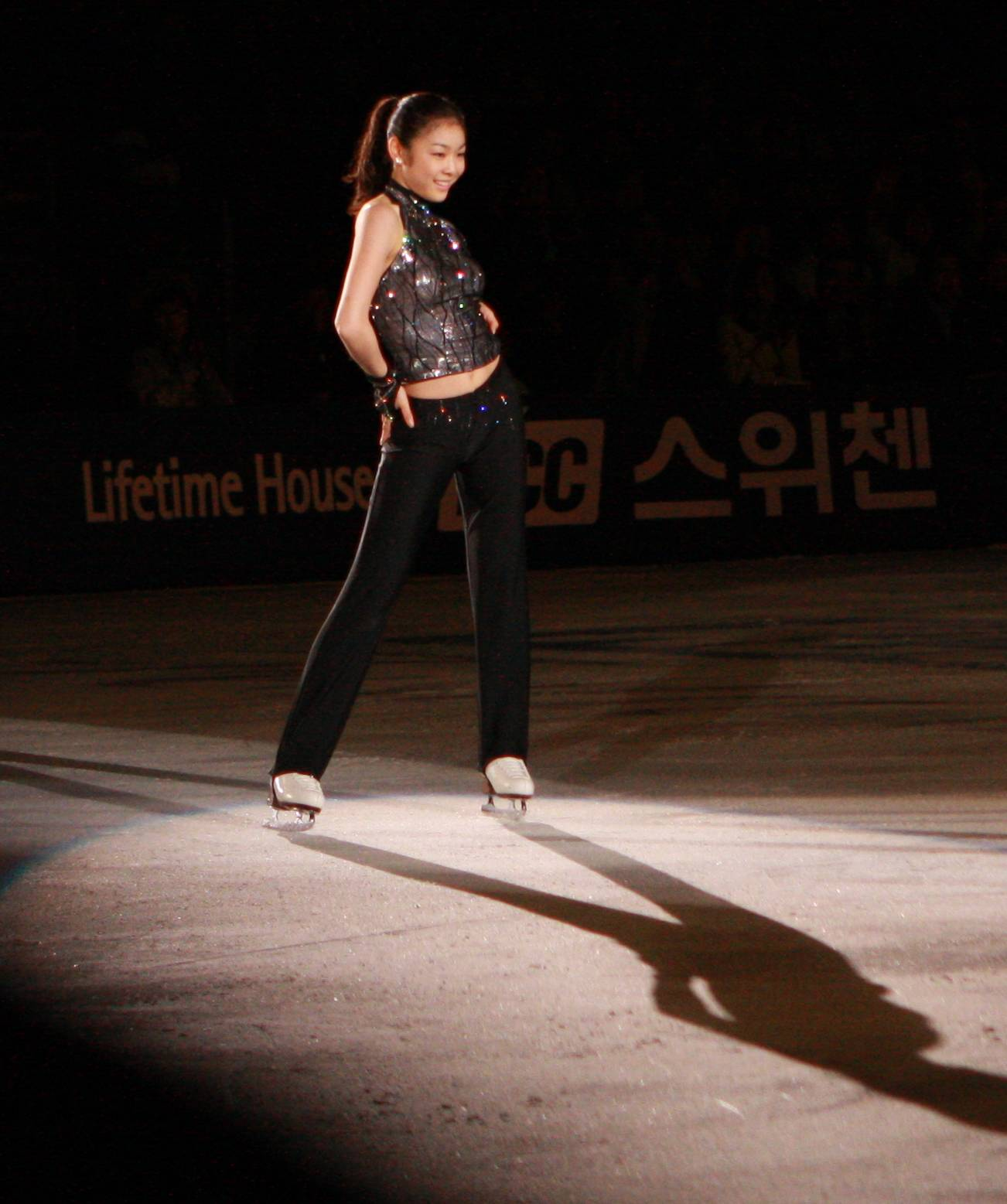
2009 페스타 온 아이스에 출연한 김연아

페스타 온 아이스 (Festa On Ice)는 IB스포츠가 기획하는 아이스쇼로 이 회사에 소속된 피겨스케이팅 선수 김연아를 주인공으로 하는 쇼이다. 2008년에 첫 공연을 시작했으며, 2회째를 맞는 페스타 온 아이스는 2009년 4월 26~28일에 고양시 킨텍스 특설링크장에서 개최되었다. 공연 총 감독은 김연아의 코치인 브라이언 오서가 맡았으며, 스케이팅 안무는 김연아의 안무가인 데이비드 윌슨이, 뮤지컬 안무는 노현정이 담당했다. 페스타 온 아이스 2009는 티켓 발매 20분 만에 3일간의 전 좌석이 매진되었다.

## 2010년

### 참가선수
- 김연아
- 곽민정
- 패트릭 챈
- 에드리아 콩 & 에드버트 콩
- 쉐린 본
- 장하오 & 장단
- 토마스 베르너
- 키이라 코르피
- 브라이언 쥬베르
- 옥사나 돔니나 & 막심 샤발린
- 일리아 쿨릭

특별초대
- 브라운 아이드 걸스 - 여성4인조그룹

## 2009년

### 참가선수
- 김연아
- 김민석
- 윤예지
- 신예지
- 패트릭 챈
- 테사 버츄 & 스캇 모이어
- 장하오 & 장단
- 아라카와 시즈카
- 스테판 랑비엘
- 제레미 애보트
- 알리사 시즈니
- 조니 위어
- 애덤 리펀

특별초대
- 손연재 - 리듬체조 선수
- 빅마마 - 여성4인조그룹
- 갬블러 크루 - 비보이(B-boy) 그룹
- 팀 블레싱 (Team Blessing) - 한국 싱크로나이즈드 스케이팅 팀

### 프로그램
2009 페스타 온 아이스는 기존의 아이스쇼와는 차별화된 연출을 선보였다. 링크장 벽면에 대형 멀티비전을 설치하고, 선수들의 갈라프로그램에 알맞은 비디오 아트를 보여주었다. 또한 비보이와 스케이터들의 댄스 대결, 실제 뮤지컬 배우들의 노래와 댄스가 어우러진 연출로 북미나 일본, 유럽에서 열리는 아이스쇼보다 한 단계 높은 수준의 연출력을 자랑했다.

#### 1부
- 손연재의 리듬체조 시범공연
- 오프닝

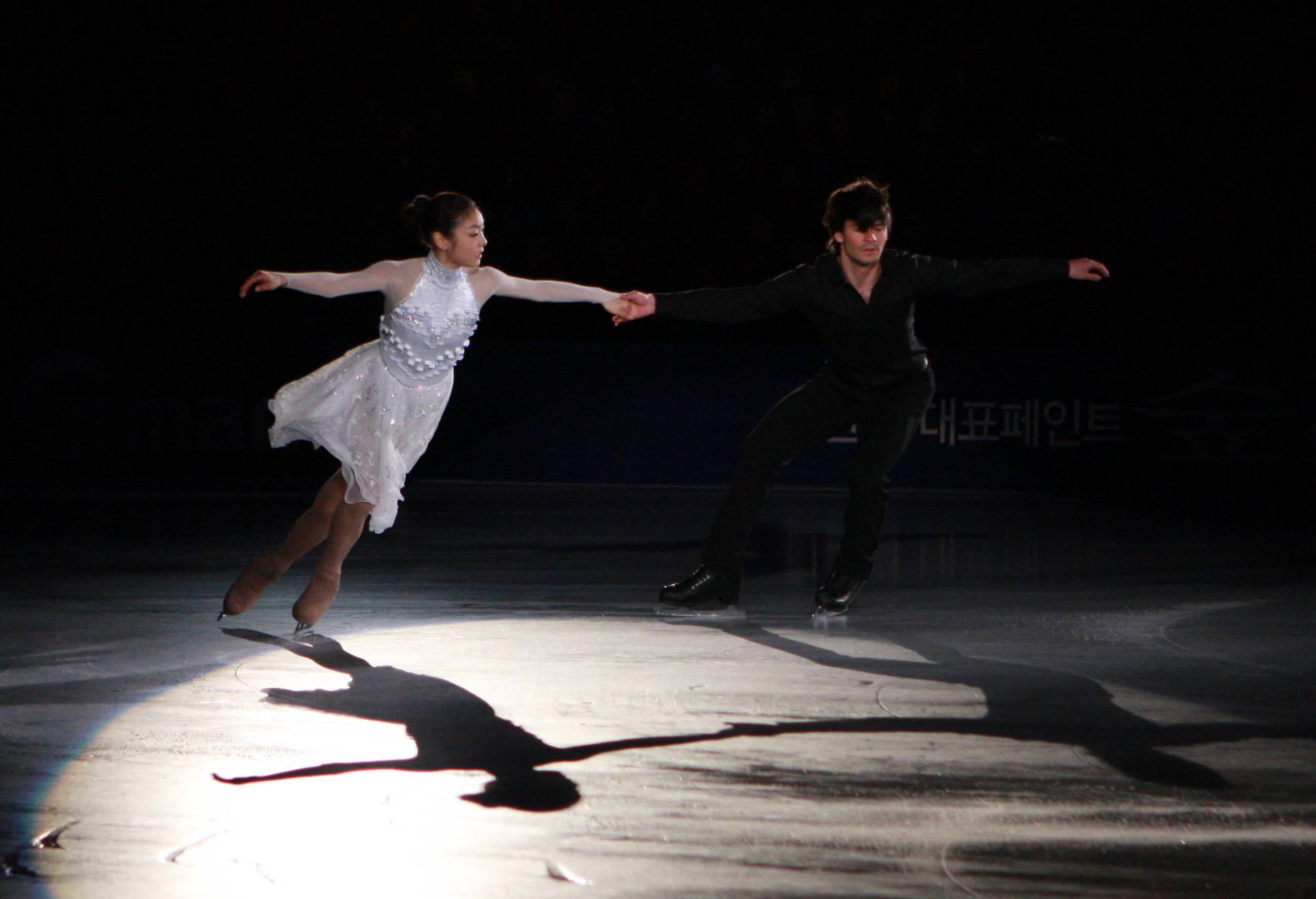
김연아와 스테판 랑비엘의 오프닝 공연

  - 김연아 & 스테판 랑비엘 - "The Point Of the No Return"
  - 전 출연진 - "Masquerade"
  - 스케이터 소개  - "The Phantom Of The Opera"
- 신예지 - "You Rock My World", "Beat It" by Michael Jackson
- 아담 리폰 - "Desperado" by Westlife
- 단장 & 하오장 - "Riding On The Wings Of Songs" by Felix Mendelssohn
- 김민석 - "Maria" by Musical West Side Story
- 제레미 애보트 - "Gotta Get Thru This (Acoustic Ver)" by Daniel Bedingfield
- 알리사 시즈니 - "Bridge Over Troubled Water" by Simon & Garfunkel
- 패트릭 챈 - "Viva La Vida " by Coldplay
- 조니 위어 - "넌 감동이었어 (You Made Me Impressed)" by Sung Si Kyung
- 테사 버츄 & 스캇 모이어 - "Won't You Charleston With Me" by Musical The Boy Friend
- 스테판 랑비엘 - "Un Giorno Per Noi" by Musical Giulietta e Romeo
- 아라카와 시즈카 - "Frozen" by Madonna
- 김연아 - "Don't Stop The Music" by Rihanna
- 남자스케이터 & 갬블러 크루 - "Mirotic" by 동방신기, "10점 만점에 10점(10 out of 10)" by 2PM

#### 2부
- 팀 블레싱 - "Good Morning Baltimore" by Musical Hairspray
- 여자 스케이터들 - "Mamma Mia" by Musical Mamma Mia
- 윤예지 - Yun Yea-Ji - "Memory" by Musical Cats
- 아담 리폰 - "I'm Yours" by Jason Mraz
- 알리사 시즈니 - "The Swan" by Camille Saint-Saëns
- 단장 & 하오장 - "Canto Della Terra" by Sarah Brightman & Andrea bocelli
- 제레미 애보트 - "Treat" by Carlos Santana
- 조니 위어 - "Poker Face" by Lady Gaga
- 패트릭 챈 - "Time To Say Goodbye" by Sarah Brightman & Andrea bocelli
- 테사 버츄 & 스캇 모이어 - "The Great Gig In The Sky" by Pink Floyd
- 아라카와 시즈카 - "Listen" by Beyoncé
- 스테판 랑비엘 - "Tainted Love" by Paul Young
- 김연아 - "Gold" by Big Mama
- 피날레- "Dancing Queen" by 빅마마
- 앵콜 - "It's Raining Men" by 빅마마